# Diều Ấn Độ
Diều Ấn Độ, hay Ó mặt xám, tên khoa học Butastur indicus, là một loài chim trong họ Accipitridae.

## Hình ảnh

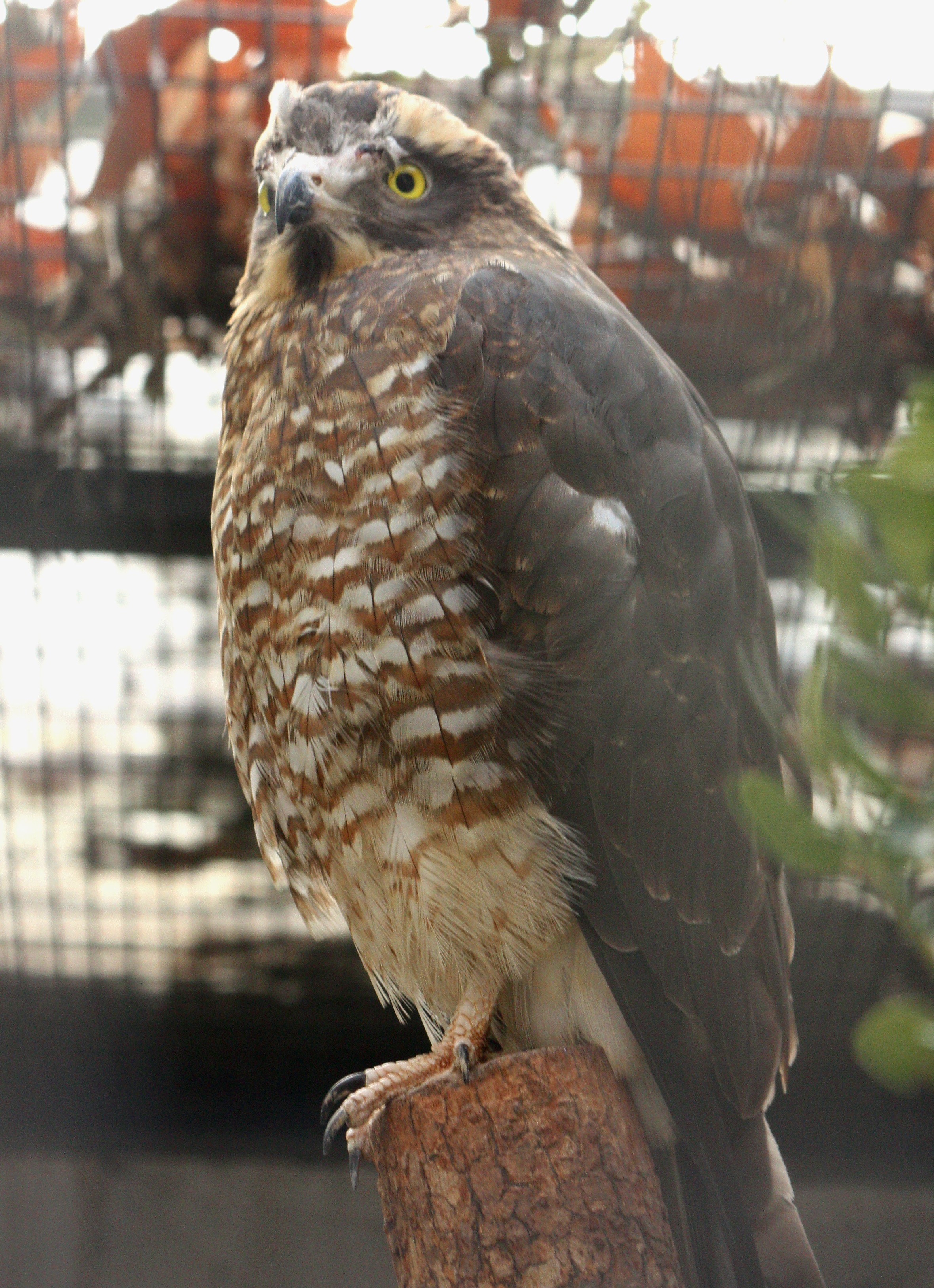
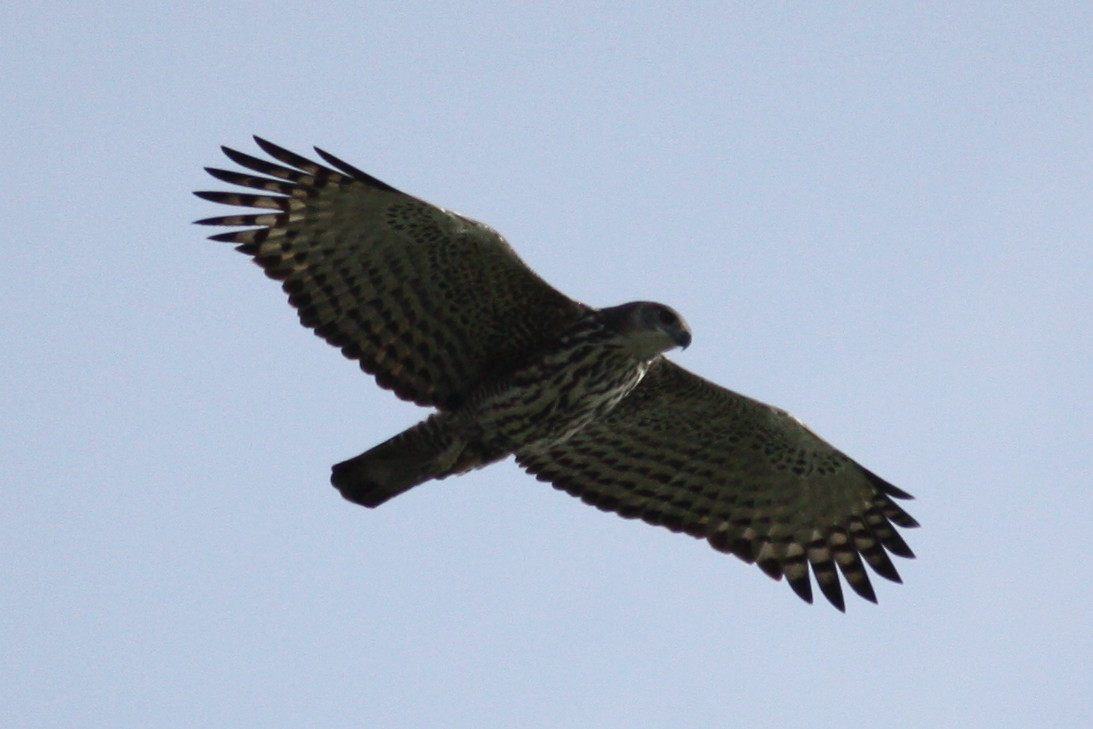